# Iarebkovița, Sofia
Iarebkovița (în bulgară Яребковица) este un sat în comuna Samokov, regiunea Sofia,  Bulgaria. 

## Demografie
Componența etnică a satului Iarebkovița
     Bulgari (100%)
     Nicio identificare (0%)
     Altele (0%)
La recensământul din 2011, populația satului Iarebkovița era de 3 locuitori. Din punct de vedere etnic, toți locuitorii erau bulgari.